# L'Ange en décomposition

L'Ange en décomposition (天人五衰) est un roman de l'auteur japonais  Yukio Mishima écrit en 1969. Il s'agit du dernier volume de la quadrilogie La Mer de la fertilité, après Neige de printemps,  Chevaux échappés  et Le Temple de l'aube. C'est une œuvre ambitieuse et  empreinte de maturité.

## Explication du titre
Dans les écritures bouddhistes et les Deva (天部 - tenbu), il existe des anges mortels. Il existe cinq signes qui préludent à la décomposition d'un ange :
- les fleurs qui composent la guirlande posée sur la tête d'un ange fanent puis tombent;
- sudation abondante des aisselles;
- la tunique se salit;
- perte de l'autoconscience ou de la joie d'exister;
- le corps devient fétide, cesse d'être lumineux et les paupières commencent à trembler.

Le protagoniste du roman, Tōru, dont l'apparente pureté est basée en réalité sur l'égoïsme et ses pulsions sadiques, est la parodie de ces créatures angéliques. Dans un sens plus général, Mishima voit dans la décadence du Japon de l'après-guerre un parallèle avec la décomposition des anges de la tradition classique.

## Contenu
L'Ange en décomposition permet à Mishima d'analyser les thèmes de la douleur et de la vieillesse, avec la déchéance qu'elle porte. Il traite aussi abondamment du thème de la mort, soit en général soit de manière autobiographique; dans certains passages sur le suicide, le choix radical de l'auteur est préfiguré, alors qu'il mûrissait déjà son issue fatale.
Le manuscrit du roman est terminé le jour même où Mishima met fin volontairement à ses jours en accomplissant un seppuku public.

## Trame
Le roman commence en 1970 quand Honda, personnage fil conducteur de la quadrilogie, est déjà septuagénaire. Après la mort de sa femme Rie, il mène une vie de retraité aisé cultivant l'amitié de Keiko Hisamatsu qu'il a connue dans le roman précédent. Au cours d'un de leurs voyages, ils font la connaissance de Tōru Yasunaga, jeune homme en qui Honda croit reconnaître la troisième réincarnation de son ami de jeunesse Kiyoaki. Le garçon, qui est orphelin, gagne sa vie dans la surveillance maritime. Honda le prend sous son aile, lui donne une bonne éducation et des conditions de vie optimales. Cependant entre Honda et le jeune homme naissent une série de problèmes et des incompréhensions qui aboutissent à un dénouement dramatique.